# Temporada 1989-90 de los Indiana Pacers
La temporada 1989-90 fue la decimocuarta de los Indiana Pacers en la NBA, tras la fusión de la liga con la ABA, donde había jugado nueve temporadas más. La temporada regular acabó con 42 victorias y 40 derrotas, ocupando el octavo puesto de la conferencia Este, clasificándose para los playoffs en los que cayeron en primera ronda ante Detroit Pistons.

## Elecciones en elDraft
| Ronda | Puesto | Jugador        | Posición | Nacionalidad   | Universidad   |
| ----- | ------ | -------------- | -------- | -------------- | ------------- |
| 1     | 7      | George McCloud | Escolta  | Estados Unidos | Florida State |

## Temporada regular
| División Central      | División Central | División Central | División Central | División Central | División Central | División Central | División Central | División Central |
| Equipo                | G                | P                | %                | PD               | Casa             | Fuera            | Div              |                  |
| --------------------- | ---------------- | ---------------- | ---------------- | ---------------- | ---------------- | ---------------- | ---------------- | ---------------- |
| y-Detroit Pistons     | 59               | 23               | .720             | –                | 35–6             | 24–17            | 22–8             |                  |
| x-Chicago Bulls       | 55               | 27               | .671             | 4                | 36–5             | 19–22            | 20–10            |                  |
| x-Milwaukee Bucks     | 44               | 38               | .537             | 15               | 27–14            | 17–24            | 14–16            |                  |
| x-Cleveland Cavaliers | 42               | 40               | .512             | 17               | 27–14            | 15–26            | 14–16            |                  |
| x-Indiana Pacers      | 42               | 40               | .512             | 17               | 28–13            | 14–27            | 16–14            |                  |
| Atlanta Hawks         | 41               | 41               | .500             | 18               | 25–16            | 16–25            | 15–15            |                  |
| Orlando Magic         | 18               | 64               | .220             | 41               | 12–29            | 6–35             | 4–26             |                  |

## Playoffs

### Primera ronda
Detroit Pistons  vs. Indiana Pacers
| Fecha       | Partido                                | Ciudad  |
| ----------- | -------------------------------------- | ------- |
| 26 de abril | Detroit Pistons 104, Indiana Pacers 92 | Detroit |
| 28 de abril | Detroit Pistons 100, Indiana Pacers 87 | Detroit |
| 1 de mayo   | Indiana Pacers 96, Detroit Pistons 108 | Indiana |
|             | Detroit Pistons gana las series 3-0    |         |

## Estadísticas
| Rk | Jugador          | Edad | P  | PT | MP   | TC  | TCI  | %TC  | T3  | T3I | %T3  | TL  | TLI | %TL  | RO  | RD  | RT  | AS  | RB  | TAP | BP  | FP  | PTS  |
| -- | ---------------- | ---- | -- | -- | ---- | --- | ---- | ---- | --- | --- | ---- | --- | --- | ---- | --- | --- | --- | --- | --- | --- | --- | --- | ---- |
| 1  | Reggie Miller    | 24   | 82 | 82 | 38.9 | 8.1 | 15.7 | .514 | 1.8 | 4.4 | .414 | 6.6 | 7.6 | .868 | 1.2 | 2.4 | 3.6 | 3.8 | 1.3 | 0.2 | 2.7 | 2.1 | 24.6 |
| 2  | Chuck Person     | 25   | 77 | 73 | 35.2 | 7.9 | 16.1 | .487 | 1.2 | 3.3 | .372 | 2.7 | 3.5 | .781 | 1.6 | 4.1 | 5.8 | 3.0 | 0.7 | 0.3 | 2.2 | 2.8 | 19.7 |
| 3  | Vern Fleming     | 27   | 82 | 82 | 35.1 | 5.7 | 11.2 | .508 | 0.1 | 0.4 | .353 | 2.8 | 3.6 | .782 | 1.4 | 2.5 | 3.9 | 7.4 | 1.1 | 0.1 | 2.5 | 2.6 | 14.3 |
| 4  | Detlef Schrempf  | 27   | 78 | 18 | 33.0 | 5.4 | 10.5 | .516 | 0.2 | 0.6 | .354 | 5.2 | 6.3 | .820 | 1.9 | 6.0 | 7.9 | 3.2 | 0.8 | 0.2 | 2.3 | 3.5 | 16.2 |
| 5  | Rik Smits        | 23   | 82 | 82 | 29.3 | 6.3 | 11.8 | .533 | 0.0 | 0.0 | .000 | 2.9 | 3.6 | .811 | 1.6 | 4.6 | 6.2 | 1.7 | 0.5 | 2.1 | 1.7 | 4.0 | 15.5 |
| 6  | LaSalle Thompson | 28   | 82 | 60 | 25.9 | 2.7 | 5.7  | .473 | 0.0 | 0.1 | .200 | 1.3 | 1.6 | .799 | 2.1 | 5.5 | 7.7 | 1.3 | 0.8 | 0.9 | 1.8 | 3.8 | 6.8  |
| 7  | Mike Sanders     | 29   | 82 | 13 | 18.7 | 2.7 | 5.8  | .470 | 0.1 | 0.2 | .357 | 0.7 | 0.9 | .733 | 1.0 | 1.9 | 2.8 | 1.1 | 0.5 | 0.3 | 1.0 | 2.7 | 6.2  |
| 8  | Rickey Green     | 35   | 69 | 0  | 13.4 | 1.4 | 3.3  | .433 | 0.0 | 0.2 | .091 | 0.6 | 0.7 | .843 | 0.1 | 0.7 | 0.8 | 2.6 | 0.7 | 0.0 | 0.9 | 0.9 | 3.5  |
| 9  | Calvin Natt      | 33   | 14 | 0  | 11.7 | 1.4 | 2.2  | .645 | 0.0 | 0.0 |      | 1.2 | 1.6 | .773 | 0.7 | 1.8 | 2.5 | 0.6 | 0.1 | 0.0 | 0.4 | 1.0 | 4.1  |
| 10 | George McCloud   | 22   | 44 | 0  | 9.4  | 1.0 | 3.3  | .313 | 0.3 | 0.9 | .325 | 0.3 | 0.4 | .789 | 0.3 | 0.7 | 1.0 | 1.0 | 0.4 | 0.1 | 0.8 | 1.3 | 2.7  |
| 11 | Randy Wittman    | 30   | 61 | 0  | 8.9  | 1.0 | 2.0  | .508 | 0.0 | 0.0 | .500 | 0.1 | 0.1 | .833 | 0.1 | 0.4 | 0.5 | 0.6 | 0.1 | 0.1 | 0.4 | 0.3 | 2.1  |
| 12 | Greg Dreiling    | 27   | 49 | 0  | 6.3  | 0.4 | 1.1  | .377 | 0.0 | 0.0 |      | 0.5 | 0.7 | .735 | 0.4 | 1.3 | 1.8 | 0.2 | 0.1 | 0.3 | 0.4 | 1.4 | 1.3  |
| 13 | Dyron Nix        | 22   | 20 | 0  | 5.5  | 0.7 | 2.0  | .359 | 0.0 | 0.0 |      | 0.6 | 0.8 | .688 | 0.4 | 0.9 | 1.3 | 0.3 | 0.2 | 0.1 | 0.4 | 0.8 | 2.0  |

## Galardones y récords
| Jugador/Entrenador | Galardón |
| Reggie Miller      | All-Star |